# George Foster Peabody
George Foster Peabody (Columbus, 27 de julho de 1852 – Warm Springs, 4 de março de 1938) foi um banqueiro e filantropo americano. Ao longo da vida esteve também envolvido em atividades políticas e ativismo social. O Prêmio Peabody é nomeado em sua homenagem

## Infância
Filho de George Henry Peabody e de Elvira Peabody, sendo o primeiro de quatro filhos. Ambos os pais eram nativos da Nova Inglaterra e de ascendência inglesa colonial. George Henry Peabody, que veio de uma linhagem de comerciantes, banqueiros e homens de negócio, havia se mudado de Connecticut para Columbus, Georgia, onde gerenciava um próspero estabelecimento comercial. Ali nasceu seu filho primogênito George Peabody. Depois de frequentar uma escola privada em Columbus, o jovem Peabody passou alguns meses no Instituto Deer Hill em Danbury, Connecticut. A Guerra Civil, no entanto, empobreceu sua família, e em 1866 eles se mudaram para o Brooklyn , Nova York, e o jovem Peabody foi trabalhar como um garoto de recados.

## Carreira no Mundo dos Negócios
À noite Peabody lia extensivamente na biblioteca da YMCA do Brooklyn YMCA , que mais tarde chamaria de sua alma mater, e também participava das atividades da Igreja Reformada em Brooklyn Heights, onde conheceu e se tornou bom amigo do jovem banqueiro de investimentos Spencer Trask . Em 2 de Maio de 1881, Peabody tornou-se um parceiro na nova empresa Spencer Trask & Company. Durante os anos 1880 e 1890 esta casa de investimento teve um papel de liderança no financiamento de empresas de iluminação eléctrica, açucareiras e de outras empresas dos ramos industriais e de construção de estrada de ferro no oeste dos Estados Unidos e México. Peabody cuidava da maioria dos investimentos em estrada de ferro da empresa, trabalhando em estreita colaboração com William J. Palmer. Ele também se tornou um diretor em várias corporações. Peabody, seu irmão Charles Jones Peabody e Spencer Trask acumularam uma grande parte de suas riquezas a partir da Edison Electric Company. Trask atuou como presidente da Edison Electric Illuminating, e quando JP Morgan - protegido de George Peabody - financista da Edison Electric, fundiu o grupo como General Electric Company, em 1892, George Foster Peabody tornou-se um membro do conselho da direção da General electric.

## Ativismo Social
Peabody se retirou dos negócios em 1906 para dedicar sua vida aos serviços públicos. Há muito interessado em causas sociais, ele apoiou idéias progressistas como o imposto único (como defendido por Henry George , em seu livro Progress and Poverty) , o livre comércio, o sufrágio das mulheres e a estatização de ferrovias. Ele também era ativo no movimento anti-guerra. Ele também estava interessado em educação, principalmente região sul dos EUA, e especialmente para os afro-americanos. Ele serviu como diretor do Conselho de Educação Geral , tesoureiro da Junta de Educação do Sul e nos conselhos de curadores do Instituto American church institute para os negros, em Hampton em Virgínia , na Universidade Tuskegee no Alabama , na a Universidade da Geórgia , e no Instituto Politécnico do Brooklyn.

## Atividades Políticas
Desde cedo em sua vida Peabody esteve interessado na política do Partido Democrata. No início dos anos 1880, ele ajudou seu amigo Edward M. Shepard à organizar Clube Democrático de Moços de Brooklyn, e tomou parte na campanha presidencial de 1892 em nome de Grover Cleveland, apoiando os democratas contra William Jennings Bryan em 1896, mas depois passou a apoiar a reforma monetária de forma mais moderada, como um membro do comitê executivo da Convenção monetária de Indianapolis em 1897. Em 1904 e 1905 atuou como tesoureiro do Comitê Nacional Democrata . Embora ele se recusasse a concorrer a um cargo político, e tenha recusado uma oferta do Presidente Wilson para um posto na Comissão Federal de Comércio, Peabody foi um conselheiro não-oficial para muitos altos funcionários do governo. De 1914 a 1921, ele atuou no conselho de administração da Federal Reserve Bank em Nova York. Em junho de 1932 Franklin Delano Roosevelt, então governador de Nova York, visitou Peabody para aconselhamento e apoio na decisão de concorrer à presidência dos Estados Unidos.

## Filantropia
Peabody serviu entre 1884-1930 como um administrador de Hampton University, uma das universidades historicamente negras da Virgínia, onde estabeleceu na biblioteca da universidade uma coleção de materiais raros sobre a história Afro-Americano, sendo uma das maiores coleções nos Estados Unidos. Em 1901 Peabody doou terras para o Peabody Park na Universidade da Carolina do Norte em Greensboro. 

## Vida Pessoal
Peabody era um homem alto, e nos últimos anos, desenvolveu vastos cabelos brancos, além de usar um bigode pesado e  barba pontuda, tornando-se conhecido por sua forma digna e cortês. Ele manteve uma mansão no Brooklyn, onde repousava prodigamente. Ele também comprou uma casa de verão conhecida como Abenia em Lake George, onde ele passava a maior parte de cada ano. Ele era freqüentemente um convidado na Yaddo, a propriedade de Spencer Trask em Saratoga, e em ambas as propriedades, ele desenvolveu um amplo círculo de influência, incluindo muitas pessoas do mundo literário, igreja, negócios e governo, que viam para desfrutar de sua hospitalidade.
Um solteirão de longa data, em 1920, 11 anos após a morte de Trask em um acidente de estrada de ferro, Peabody se casou com sua viúva Katrina, e viveram em Yaddo até sua morte em 1922. A partir daí Yaddo tornou-se um excelente refúgio para os artistas. Peabody continuou a viver na propriedade, e em 1926 ele adotou uma filha, a senhora Marjorie P. Waite, uma jovem mulher a quem ele tinha chegado a conhecer no âmbito das suas atividades cívicas e humanitárias, e que o ajudou na ocasião.
Peabody morreu em 1938 em sua casa em Warm Springs, Geórgia.

## Peabody Awards

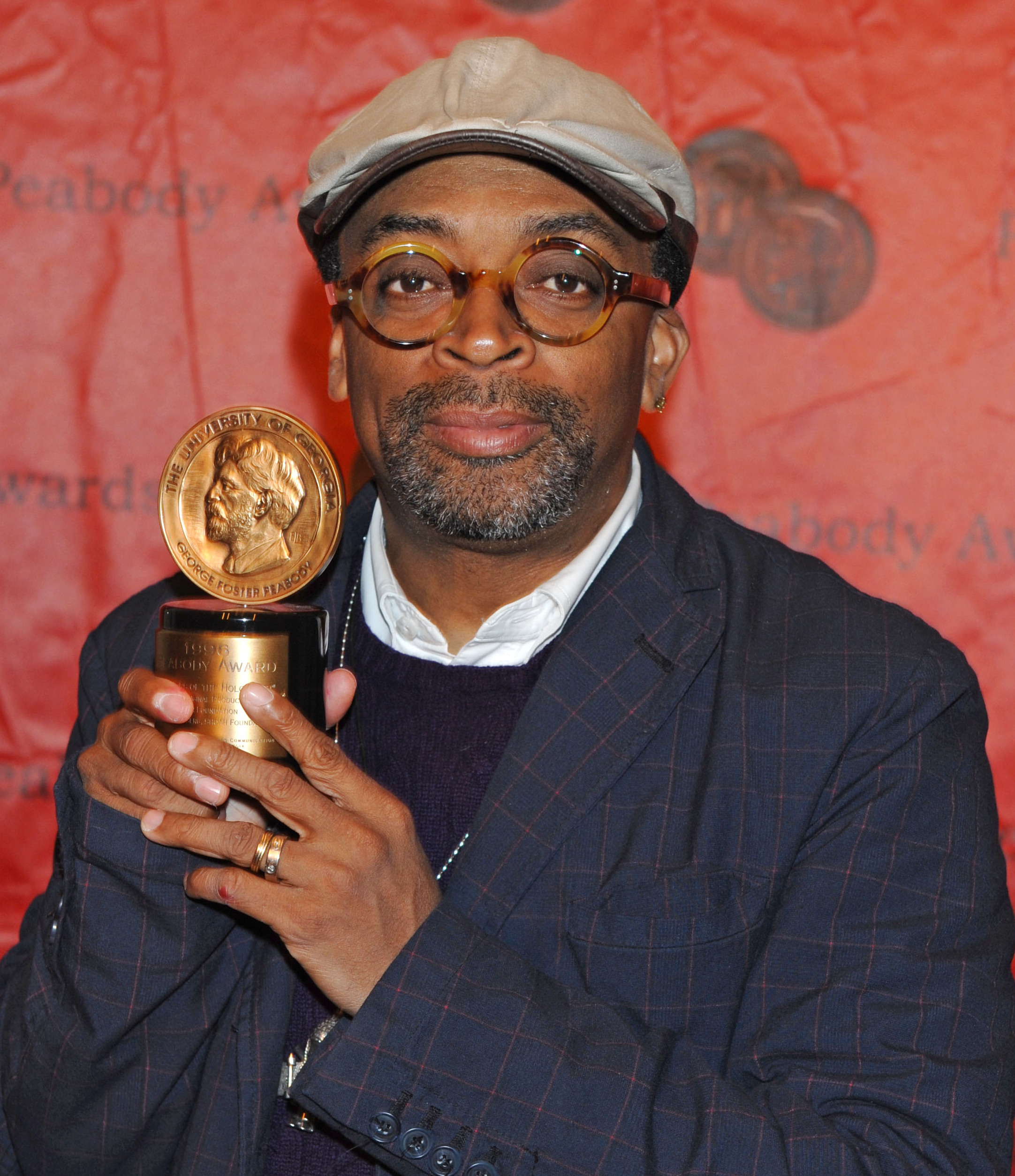
Spike Lee recebendo o prêmio Peabody em 2011

Talvez o seu legado mais conhecido seja o George Foster Peabody Awards. O Prêmio é apresentado anualmente desde 1941 pelo Henry W. Grady College of Journalism and Mass Communication for excellence in radio, e reconhece e distingue o mérito do serviço à comunidade prestado por órgãos americanos de comunicação de massa (rádio, estações de televisão, mídia on-line, as organizações de produtores, e indivíduos).